# Litovel

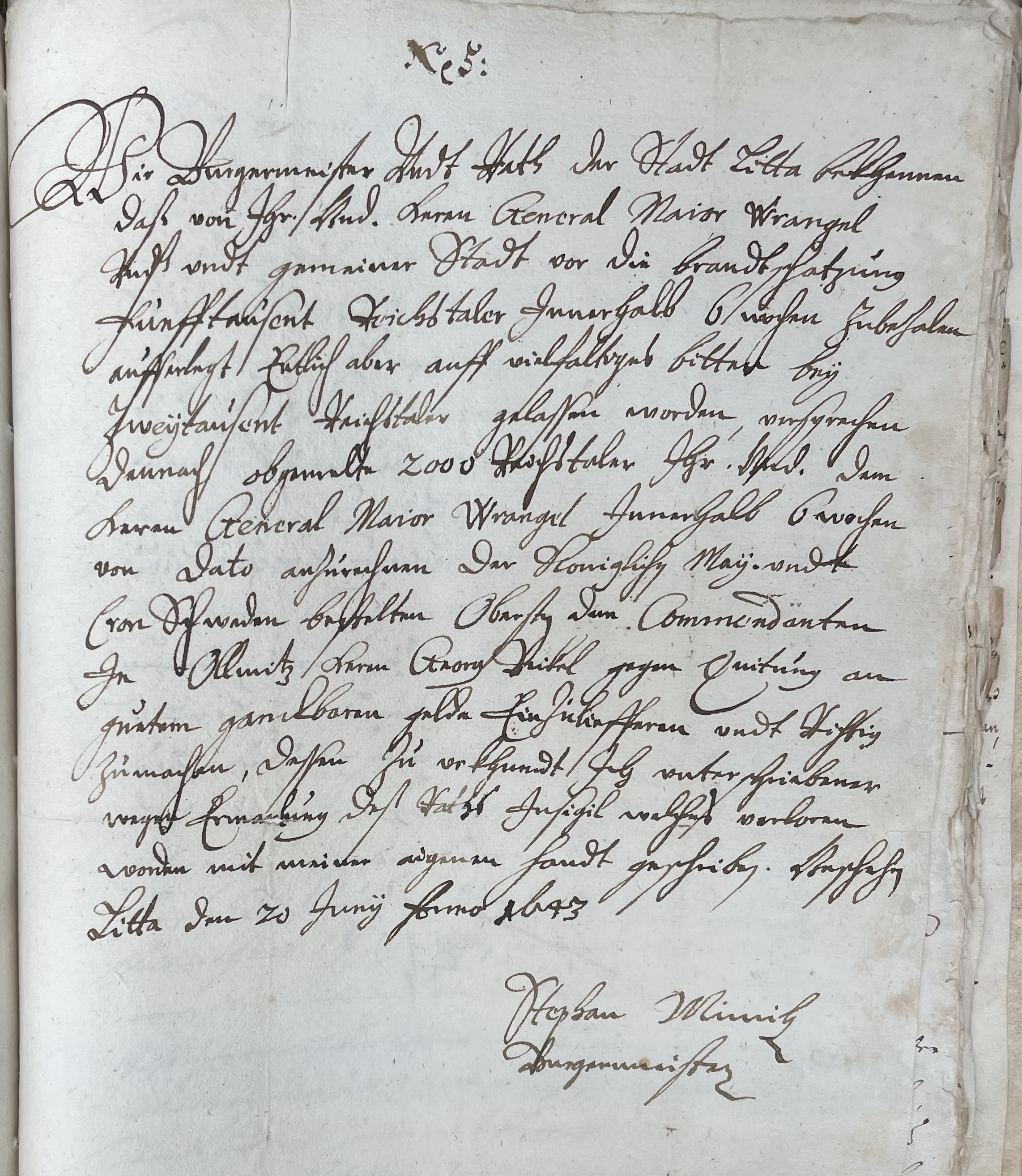
Kvittens från Littaus borgmästare Stephan Minnich angående brandskattningen av staden 1643.

Litovel (tyska: Littau) är en stad utanför Olomouc i Mähren, Tjeckien med 9 879 invånare (2016). Staden hamnade flera gånger i skottlinjen under trettioåriga kriget, och brandskattades sommaren 1643 av svenska trupper under befäl av Carl Gustav Wrangel. Efter förhandlingar lyckades dåvarande borgmästaren Stephan Minnich få ner lösensumman från 5 000 till 2 000 riksdaler enligt en kvittens bevarad på Riksarkivet. Den är undertecknad den 20 juni av borgmästaren själv, men saknar sigill då detta "blivit förlorat". 